# ART Grand Prix
ART Grand Prix — французская автогоночная организация, известная своими успехами в младших европейских формульных сериях. На данный момент выступает в Формуле-2, в Формуле-3, DTM и в Еврокубке Формуле-Рено.
База команды располагается во французском городе Вильнёв-ла-Гияр.

## История команды

### История проекта
Проект основан в 1996 году Фредериком Вассёром для участия в различных французских автогоночных сериях. Команда выступала под названием ASM Formule 3. Позже, с созданием евросерии для машин категории Формула-3, команда создала своё представительство и там.
Со временем, Вассёр объединил свои усилия с Николя Тодтом (сыном тогдашнего управляющего Ferrari F1 Жана Тодта). Совместный проект заявился в несколько европейских серий, в том числе в свежесозданный чемпионат GP2. Команда была переименована в ART Grand Prix.
Во время массового вхождения новых команд в Формулу-1 на рубеже двух первых десятилетий XXI века ART считали одним из потенциальных кандидатов на вхождение в чемпионат мира. Команда даже подала заявку на участие в Формуле-1 в сезоне 2011 года, однако в дальнейшем она отозвала свою заявку. В итоге развитие проекта пошло другим путём — активно воссоздававшая свою автоспортивную программу британо-малайская компания Lotus Cars выбрала команду Вассёра и Тодта как партнёра для своей деятельности в Европе. В 2011—2012 годах при их поддержке команда участвовала в GP2, GP2 Asia и GP3.
Основатель команды Фредерик Вассёр покинул её в 2016 году и стал гоночным директором команды Renault в Формуле-1. В 2018 году Николя Тодт продал свою долю в команде другим акционерам.

### Формула-Рено и Формула-3
Команда ASM первоначально участвовала во французской Формуле-3 и в чемпионате Франции Формулы-Рено 2.0. В 2002—2003 годах участвовала в Еврокубке Формулы-Рено 2000. В 2003 году команда расширила свою деятельность, присоединившись к Евросерии Формулы-3.
В 2019 году ART анонсировала свое возвращение в Еврокубок Формулы-Рено в 2020 году. В 2020 году за команду выступали Пол Арон, Грегуар Соси и Виктор Мартенс. Виктор Мартенс одержал семь побед и стал чемпионом серии, а команда закончила сезон на первом месте.

### Евросерия Формулы-3
Дебютный год в евросерии команда провела выставляя на этапы 2-3 машины. На полном расписании сезон провели два пилота — Александр Према и Оливье Пла. Тулузец провёл сезон стабильнее и замкнул тройку призёров чемпионата. В командном зачёте усилий Према, Пла, Грина и Спенглера хватило на выигрыш титула.
Следующий год команда провела в доминирующем стиле — Према, Грин и Салиньон выиграли 13 из 20 гонок сезона. В личном зачёте Джейми выиграл титул с отрывом в 51 очко; Александр стал вторым, Эрик — 6-м.
Сезон-2005 команда провела используя лишь двух пилотов, причём оба были дебютантами в команде. Лидер команды — Льюис Хэмилтон — доминировал в сезоне над всеми почти на всех гонках. Британец выиграл 15 из 20 заездов и привёз ближайшему преследователю в чемпионате 78 баллов. 2-е место в чемпионате занял его партнёр по команде Адриан Сутиль. Немец, даже не приехав на заключительный этап серии на Хоккенхаймринге, привёз ближайшему конкуренту 26 очков. В командном зачёте ближайший конкурент набрал более чем в 2,5 меньше баллов, чем пилоты ASM.
В сезоне-2006 команда нарастила своё представительство в чемпионате до четырёх машин. Распыление сил не повлияло на результат — все четверо вошли в Top8 личного зачёта чемпионата, выиграв 10 из 20 гонок сезона. Наилучшим образом проявили себя два пилота команды — Себастьян Феттель и Пол ди Реста в какой-то момент вновь низвели борьбу в чемпионате до внутрикомандной. Британец чуть лучше провёл концовку сезона и выиграл титул с отрывом в 11 очков.
Практика столь большого представительства была признана удачной и в сезоне-2007 за ASM весь сезон вновь выступали четверо пилотов. Год получился менее удачным, чем три предыдущих: дебютант чемпионата Нико Хюлькенберг не слишком удачно провёл несколько гонок в середине сезона и оставил команду без победного дубля в личном зачёте чемпионата. Титул, впрочем, вновь достался пилоту французского коллектива — Ромен Грожан лишь трижды за 20 гонок сезона не попал в Top10 и, в итоге, закончил чемпионат с преимуществом в 11 очков над Себастьеном Буэми из ASL Mucke Motorsport.
В сезоне-2008 теперь уже ART — снова главный претендент на титул. Обретший за предыдущий сезон опыт выступлений в евросерии Нико Хюлькенберг — главный претендент на титул. Неплохо также проявляет себя новичок чемпионата — француз Жюль Бьянки. Впрочем у немца, поначалу, сезон не складывается — двойной сход на стартовом этапе на Хоккенхаймринге ставит под вопрос готовность Нико на борьбу за титул чемпиона серии. В дальнейшем, однако, всё выправляется — к середине лета Хюлькенберг начинает регулярно финишировать на подиуме, а его, по сути, единственный конкурент Эдоардо Мортара из Signature-Plus попадает в длительную полосу неудач. В итоге на финише сезона немца и итальянца разделяют 35,5 очков. Бьянки становиться бронзовым призёром чемпионата.
Набравшийся опыта Бьянки повторяет путь Хюлькенберга в сезоне-2009. Француз лишь трижды за год не попал в Top7 финишного протокола и более чем уверенно завоевал титул. Новичок команды Валттери Боттас становится бронзовым призёром чемпионата.
В сезоне-2010 команда впервые с дебютного сезона остаётся без титула. Боттас и Симс весь сезон борются в головной части пелотона, однако навязать борьбу будущему чемпиону — Эдоардо Мортаре — так и не могут. Более того — несколько необязательных сходов во второй половине чемпионата откидывают Валттери лишь на третье место в общем зачёте.
В конце года, ссылаясь на неопределённость с фактом проведения сезона будущего года, Николя и Фредерик закрывают отделение организации в евросерии, перенося усилия на, во многом, аналогичный чемпионат GP3.

### GP2 и GP2 Asia

#### 2005—2007
Для дебюта в серии Тодт и Вассёр пользуются услугами двух, хорошо знакомых по евросерии Ф3, пилотов.
Росберг и Према вполне оправдывают ожидания: Нико весь сезон борется за титул с Хейкки Ковалайненом и, в итоге, его завоёвывает, заработав решающее преимущество на двух последних этапах сезона.
Према был куда менее стабилен, нередко грешил сходами и далёкими финишами, и уже задолго до финиша сезона проиграл немцу внутрикомандную борьбу. В итоге француз завершает чемпионат 4-м, проиграв меньше очка бронзовому призёру — Скотту Спиду.
На следующий год немец ушёл на повышение в Williams F1, а на его место пришёл Льюис Хэмилтон, проведший до этого блистательный сезон в евросерии Ф3.
Британец смог сохранить для команды личный титул, оказавшись чуть стабильнее Нельсиньо Пике из Piquet Sports. Према же вновь боролся лишь за спинами лидеров чемпионата — в итоге заняв третье место.

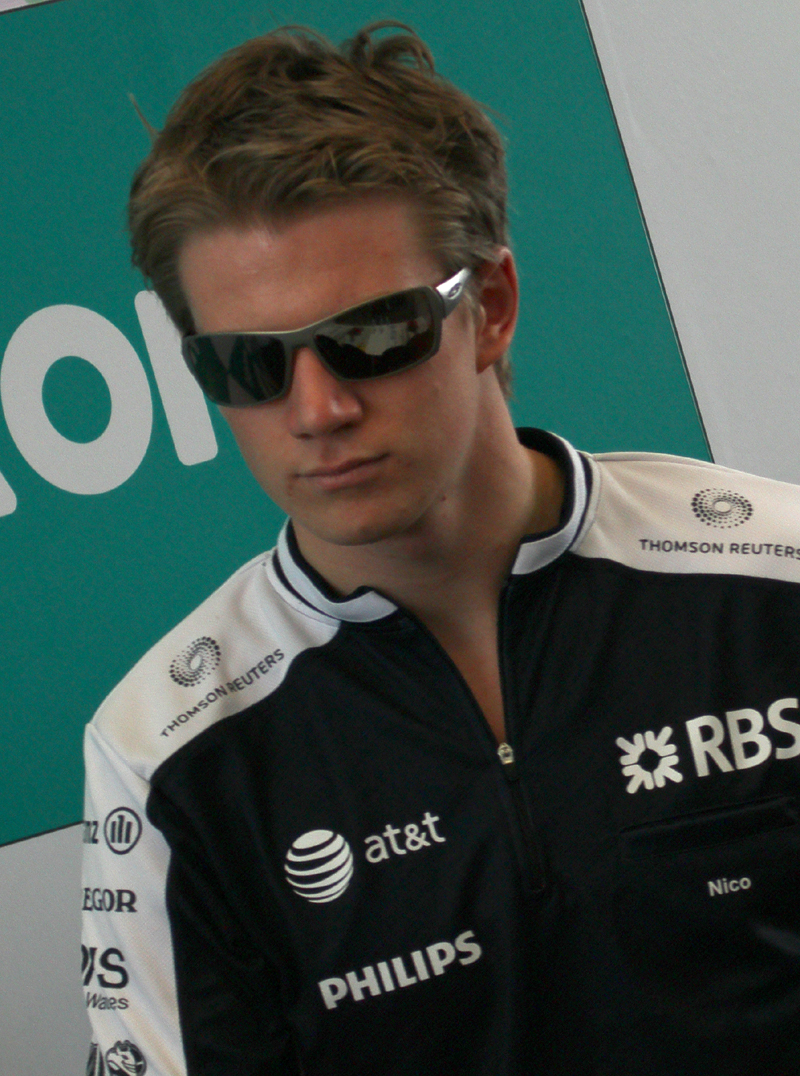
Немец Нико Хюлькенберг — один из пилотов, выигрывавших чемпионаты за рулём болида команды ART Grand Prix.

В сезоне-2007 руководители полностью обновляют состав — на место Према и Хэмилтона приходят Михаэль Аммермюллер и Лукас ди Грасси.
Ставка на немца не сыграла — Михаэль уже на старте сезона попал в серьёзную аварию и вынуждден был пропустить продолжительный отрезок сезона. Заменявшие его по ходу сезона Михаил Алёшин и Себастьен Буэми каких-либо серьёзных результатов не добились.
Бразилец же до последнего боролся за чемпионский титул и лишь невнятно проведённый финишный этап сезона в Валенсии оставил его на втором месте — в 11 очках позади нового чемпиона — Тимо Глока из iSport.

#### 2008—2010
В 2008-м году руководство поднимает в команду действующего чемпиона евросерии Ф3 Ромена Грожана. Француз уверенно побеждает в только что организованном азиатском первенстве, не встречая реального сопротивления по ходу сезона. В основном же чемпионата Ромен допускает слишком много необязательных ошибок, а также уж слишком часто не доезжает до финиша. Как итог — лишь четвёртое место в чемпионате (в плотной группе позади нового чемпиона серии — Джорджо Пантано из Racing Engineering).
Второй пилот команды вновь не оправдывает ожиданий, выступая в обеих сериях крайне слабо.
Азиатскую серию образца сезона-2008/09 команда тратит на обкатку пилотов будущей основной серии не особо гонясь за результатом в общем зачёте. Впрочем и в таких усечённых условиях показывает свою силу Нико Хюлькенберг — на обоих своих этапах он берёт поул-позицию и все четыре раза финиширует на подиуме или вплотную к нему.
В основном чемпионате Хюлькенберг и Мальдонадо длительное время идут вровень, борясь за титул с Виталием Петровым и Роменом Грожаном из Barwa Addax Team. Однако во второй половине сезона венесуэлец резко проваливается и завершает сезон лишь на 6-м месте — более чем в 60 баллах позади партнёра по команде. Нико же сохраняет набранный темп и заканчивает сезон уверенным лидером, вернув ART личный титул.
Азиатская серия-2009/10 проходит без борьбы за что-то серьёзное в общем зачёте.
В основной серии команда также не борется за титул: лидеры сезона Пастор Мальдонадо и Серхио Перес по ходу сезона не давали конкурентам повода побороться в стабильности результатов с собой. Лучше партнёра по команде смотрелся Жюль Бьянки, однако множество необязательных сходов и травма, полученная в первом заезде на Хунгароринге оставили его лишь на третьей строчке в общем зачёте. Бёрд стал 5-м.

#### 2011—2012

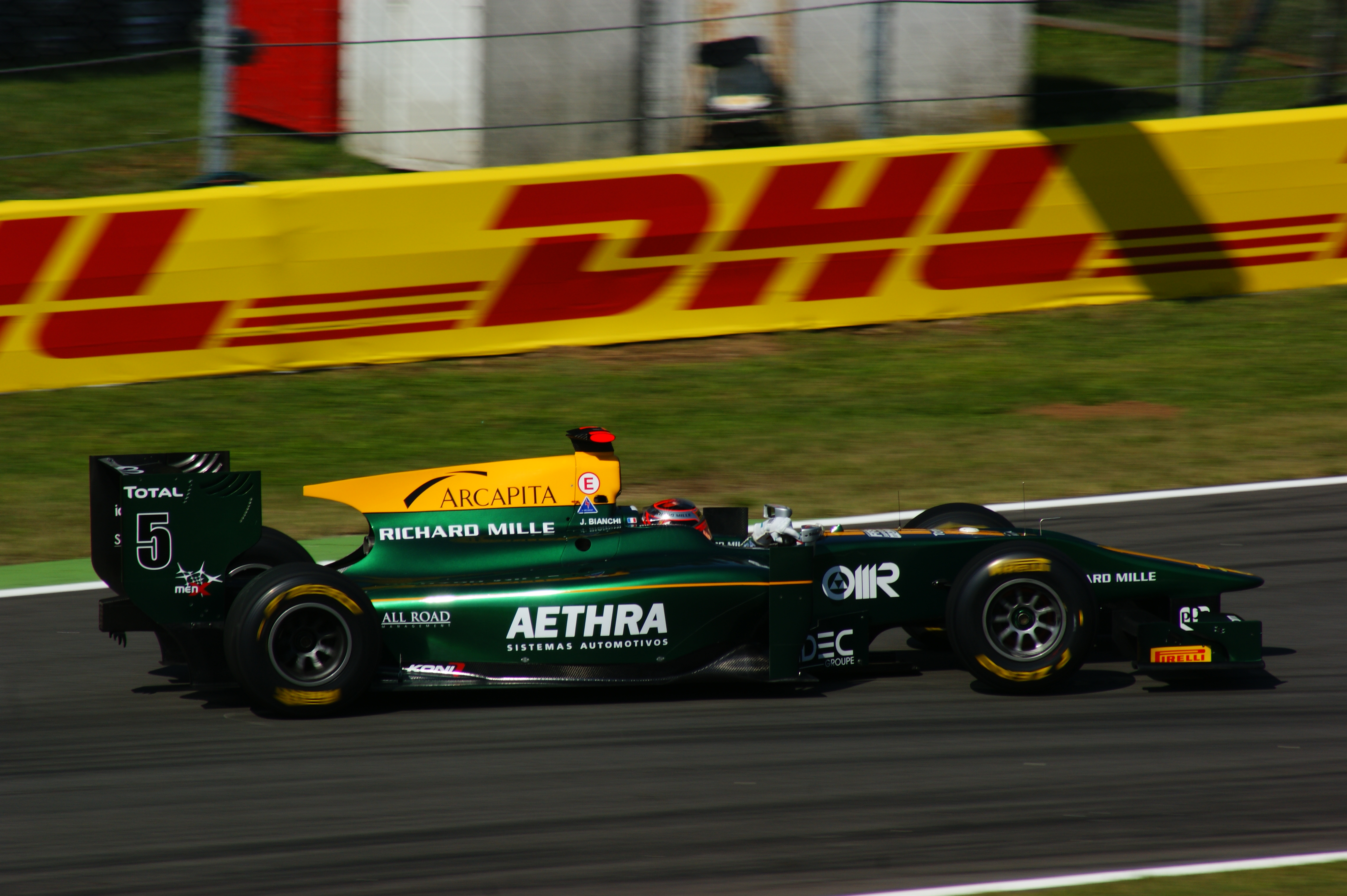
Жюль Бьянки за рулём болида Dallara GP2/11 на трассе Монца

На сезон 2011 года ART заключила соглашение с Lotus Cars, что команда будет выступать под названием Lotus ART. Команда перешла от своей традиционной бело-красной раскраски болидов к зелено-жёлтой. Это приводило к некоторой путанице, так как Lotus Cars (спонсор команды Renault) тогда была вовлечена в правовой спор с Team Lotus (позже стала Caterham) за использования названия «Lotus»: Team Lotus выступала с зелено-жёлтой ливреей, в то время как Renault (выступающая как Lotus Renault GP) использовала черно-золотую. За команду продолжили выступать Жюль Бьянки и Эстебан Гутьеррес
Азиатский чемпионат оказался смазанным из-за неопределённости с проведением этапов в Бахрейне. В итоге было проведено четыре гонки: Бьянки выиграл один заезд и ещё раз был на подиуме (этого хватило для второго места в серии), Гутьеррес же выступил много хуже — лишь одно попадание в очки и 11-е место в общем зачёте.
В основном чемпионате Бьянки вновь занял третье место по итогам сезона с одной победой, Гутьеррес тоже одержал одну победу, однако занял лишь 13-е место. Команда опустилась на пятое место в командном зачёте.
Соглашение с Lotus Cars было продлено на следующий сезон, название команды было изменено на Lotus GP, а цветовая схема ливреи болидов была изменена на черно-золотую, как у команды Lotus F1 (спор завершился тем, что Lotus Renault GP была переименована в Lotus, а Team Lotus — в Caterham). Жюль Бьянки покинул команду и перешёл в Формулу-Рено 3.5, его заменил Джеймс Каладо, вице-чемпион GP3 в 2011 году, выступавший за Lotus ART. Гутьеррес одержал три победы и стал третьим в личном зачете, Каладо одержал две победы, занял пятое место, при этом стал лучшим из новичков сезона. По итогам сезона команда заняла второе место, проиграв всего шесть очков лидерам сезона команде DAMS.

#### 2013—2016
В 2013 году команда не стала продлевать соглашение с Lotus, и команда вернулась к названию ART Grand Prix и к традиционной бело-красной ливрее. Эстебан Гутьеррес перешёл в Формулу-1 в команду Sauber, на его место приглашен Даниэль Абт, который выступал в GP3 в прошлом сезоне за Lotus GP и стал вице-чемпионом. Каладо в течение сезона одержал две победы и занял третье место, Абт лишь четыре раза за сезон набрал очки и занял 22-е место. Команда заняла только пятое место в командном зачете.
В 2014 году команда заключила соглашение с McLaren и Honda о выступлении пилотов из их программ поддержки в GP2. Этими пилотами стали Стоффель Вандорн и Такуя Идзава. Вандорн одержал четыре победы, в том числе и в самой первой гонке сезона в Бахрейне, и стал вице-чемпионом. Идзава лишь раз поднялся на подиум и занял 18-е место. Команда заняла третье место.
В 2015 году за команду выступали участники молодёжной программы McLaren Стоффель Вандорн и Нобухару Мацусита. Стоффель в доминирующем стиле выиграл сезон, одержав семь побед, Нобухару одержал одну победу и занял девятое место. Успешные результаты пилотов позволили команде занять первое место.
В 2016 году за команду продолжил выступать Мацусита, его напарником стал Сергей Сироткин. В течение сезона Сироткин одержал две победы и занял третье место, Мацусита — одну. Также Мацусита получил дисквалификацию на один этап за опасные манёвры на этапе в Баку. Его заменял Рене Биндер. По итогам сезона команда заняла четвёртое место.

### Формула-2

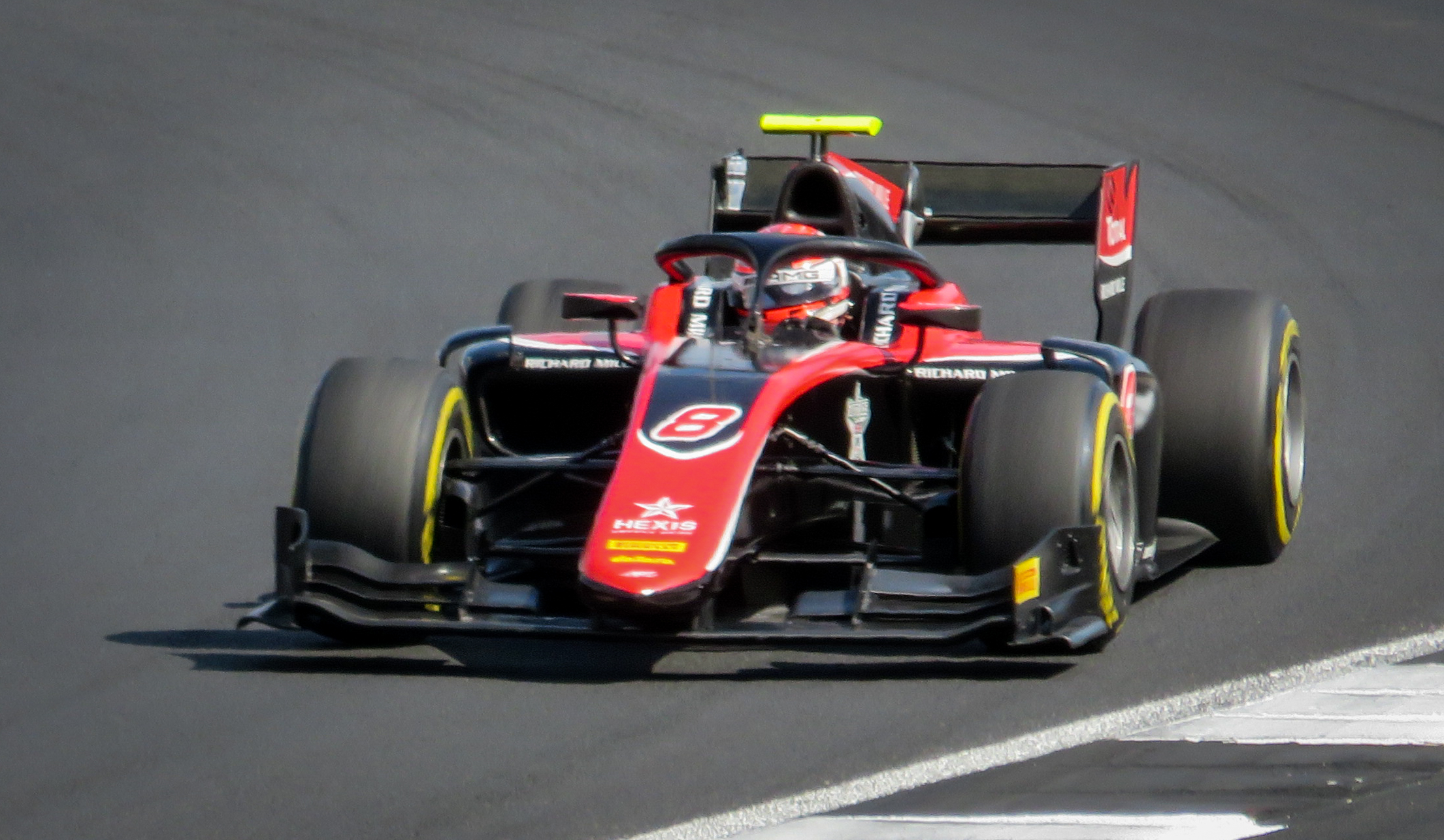
Джордж Расселл за рулём болида Dallara F2 2018

В 2017 году GP2 была переименована в Формулу-2, Мацусита остался выступать в команде, к нему присоединился вице-чемпион GP3 в 2016 году Александр Албон. Мацусита за сезон одержал две победы, Албон — два раза занял второе место в гонке. Также Албона заменял Сироткин на этапе в Баку после того, как Албон получил перелом ключицы на тренировке. По итогам сезона команда заняла четвёртое место.
В 2018 году команда повысила своих пилотов GP3 Джека Эйткена и Джорджа Расселла, которые стали вице-чемпионом и чемпионом соответственно в 2017 году. Расселл одержал семь побед и стал чемпионом, Эйткен — одну. Команда заняла второе место.
В 2019 году команда вновь повысила своего пилота GP3 Никиту Мазепина, который стал вице-чемпионом в 2018 году. Вторым пилотом стал Ник де Врис, который тоже выступал за ART в GP3 в 2016 году. Де Врис одержал четыре победы и завоевал титул, Мазепин занял только 18-е место в личном зачете. Команда заняла третье место.
В 2020 году за команду выступали член гоночной академии Renault Кристиан Лундгор, и член гоночной академии Ferrari Маркус Армстронг. Лундгор одержал две победы и стал седьмым, Армстронг два раза поднимался на подиум и занял 13-е место. По итогам сезона команда заняла пятое место.
В 2021 году команда повысила вице-чемпиона Формулы-3 Тео Пуршера, который стал напарником Кристиана Лундгора. На этапе в Монако Пуршер завоевал поул-позицию, а затем одержал победу в воскресной гонке, таким образом став самым молодым победителем гонки в истории Формулы-2. Пуршер закончил сезон с двумя победами и тремя подиумами на пятом месте, Лундгор — с тремя подиумами на 12-м месте. Команда закончила сезон на пятом месте.

### GP3
ART присоединилась к новой серии GP3 в дебютном сезоне 2010 года. Выступая за ART, Эстебан Гутьеррес стал первым чемпионом, а сама ART выиграла командный зачёт. В сезоне 2011 года успехи команды продолжился, и за чемпионство боролись два гонщика команды Валттери Боттас и Джеймс Каладо. Победу одержал Валттери Боттас, команда вновь стала чемпионом. В 2012 году все трое гонщиков команды были конкурентоспособными, обеспечив команде третий чемпионский титул подряд, но ни один из них не выиграл титул: Дэниел Абт занял второе место, Ааро Вайнио занял четвёртое место, Конор Дейли — шестое месте в личном зачете.
В 2013 году за команду выступали Конор Дейли, Факу Регалья и Джек Харви. Команда завоевала четвёртый подряд титул, но вновь пилоты не смогли взять чемпионский титул: Дейли занял третье место, а Регалья — второе место и Харви — пятое.
В 2014 году за ART выступали Алекс Фонтана, Дино Дзампарелли и Марвин Кирххёфер. Сезон 2014 года стал первым и единственным случаем за историю чемпионата GP3, когда ART не удалось выиграть командного титула, команда заняла только второе место. Лучшим пилотом команды стал Кирххёфер, который занял третье место.
В 2015 году Кирххёфер остался в команде, к нему присоединился Альфонсо Селис-младший и Эстебан Окон. Окон стал чемпионом, Кирххёфер занял третье место, команда завоевала пятый командный титул.
В сезоне 2016 года за команду выступали участник молодёжной программы McLaren Ник де Врис, участник гоночной академии Ferrari Шарль Леклер, Нирей Фукудзуми и Александр Албон. Команда завоевала шестой командный титул, а Леклер и Албон стали чемпионом и вице-чемпионом соответственно.
В 2017 году Фукудзуми остался выступать в команде, к нему присоединились член Renault Sport Academy Джек Эйткен, член молодёжной программы Mercedes Джордж Расселл и Антуан Юбер. Команда завоевала седьмой командный титул, Джордж Расселл стал чемпионом, Эйткен занял второе место, Фукудзуми — третье и Юбер — четвёртое
В последнем сезоне GP3 за команду продолжил выступать Юбер, к нему присоединились Джейк Хьюз, Каллум Айлотт и Никита Мазепин. Юбер стал чемпионом, Мазепин занял второе место, Айлотт — третье, команда получила восьмой титул.

### Формула-3

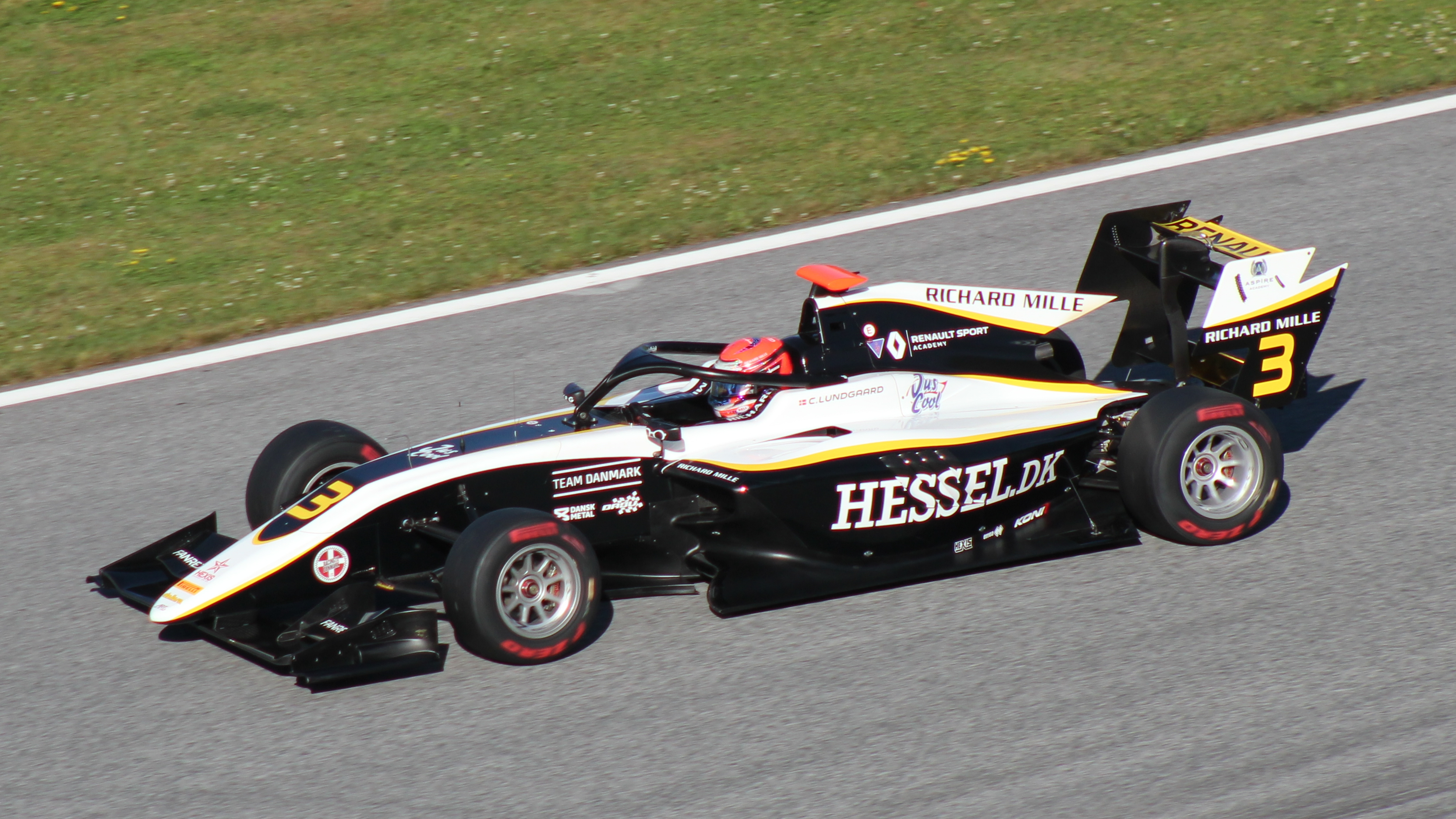
Кристиан Лундгор за рулём болида Dallara F3 2019 на Ред Булл Ринге в 2019 году

В октябре 2018 года было объявлено, что ART включена в список из десяти команд, которые примут участие в новом чемпионате ФИА Формулы-3. В дебютном сезоне за команду выступали Давид Бекманн, Кристиан Лундгор и Макс Фьютрелл. Команда завершила свой первый сезон на третьем месте в командном зачете, Лундгор одержал одну победу в течение сезона.
В сезоне 2020 года за команду выступали Александр Смоляр, Тео Пуршер и Себастьян Фернандес. Пуршер одержал две победы и стал вице-чемпионом, команда вновь заняла третье место.
В 2021 году за команду выступали Александр Смоляр, Фредерик Вести и вернувшийся в гонки после тяжёлой аварии Хуан-Мануэль Коррея. Смоляр одержал две победы и занял шестое место, Вести — одну и занял четвёртое место. Команда закончила сезон на третьем месте

### DTM
В 2015 году команда присоединилась к DTM при поддержки Mercedes-Benz. Пилотами команды были Гэри Паффетт и Лукас Ауэр. В 2016 году команда продолжила участвовать в DTM. Гэри Паффетт и Эстебан Окон были пилотами команды. В середине сезона Окон был заменен на Феликса Розенквиста после его перехода в Формулу-1. В 2017 году DTM сократил количество участников с 24 до 18 машин (по 6 на производителя), и ART Grand Prix прекратили свою деятельность в чемпионате.
В феврале 2020 года было объявлено, что ART Grand Prix вернется в DTM после трехлетнего перерыва. Пилотом команды стал Роберт Кубица, который выступал на автомобиле BMW.

### Региональный европейский чемпионат Формулы
В ноябре 2020 года было объявлено о слиянии Регионального европейского чемпионата Формулы и Еврокубка Формулы-Рено в один чемпионат. В декабре было объявлено, что ART Grand Prix включена в список команд, которые планируют принять участие в чемпионате в сезоне 2021 года. За команду выступали Грегуар Соси, Габриеле Мини, Томас тен Бринке и заменивший его в дальнейшем Патрик Пасма. Грегуар Соси стал чемпионом, одержав восемь побед, команда заняла второе место.

## Результаты выступлений в текущих сериях

### Формула-2
| Год       | Болид           | Пилоты            | Гонки | Победы | Поулы | БК | Подиумы | ЛЗ | Очки | КЗ |
| --------- | --------------- | ----------------- | ----- | ------ | ----- | -- | ------- | -- | ---- | -- |
| 2017      | Dallara GP2/11  | Нобухару Мацусита | 22    | 2      | 2     | 2  | 4       | 6  | 222  | 4  |
| 2017      | Dallara GP2/11  | Александр Албон   | 20    | 0      | 1     | 2  | 2       | 10 | 222  | 4  |
| 2017      | Dallara GP2/11  | Сергей Сироткин   | 2     | 0      | 0     | 0  | 0       | 20 | 222  | 4  |
| 2018      | Dallara F2 2018 | Джордж Расселл    | 24    | 7      | 5     | 6  | 11      | 1  | 350  | 2  |
| 2018      | Dallara F2 2018 | Джек Эйткен       | 24    | 1      | 0     | 0  | 2       | 10 | 350  | 2  |
| 2019      | Dallara F2 2018 | Ник де Врис       | 24    | 4      | 5     | 3  | 12      | 1  | 277  | 3  |
| 2019      | Dallara F2 2018 | Никита Мазепин    | 24    | 0      | 2     | 0  | 0       | 18 | 277  | 3  |
| 2020      | Dallara F2 2018 | Кристиан Лундгор  | 24    | 2      | 1     | 3  | 6       | 7  | 201  | 5  |
| 2020      | Dallara F2 2018 | Маркус Армстронг  | 24    | 0      | 0     | 0  | 2       | 13 | 201  | 5  |
| 2021      | Dallara F2 2018 | Тео Пуршер        | 24    | 2      | 1     | 4  | 3       | 5  | 190  | 5  |
| 2021      | Dallara F2 2018 | Кристиан Лундгор  | 24    | 0      | 0     | 0  | 3       | 12 | 190  | 5  |
| 2022      | Dallara F2 2018 | Тео Пуршер        | 28    |        |       |    |         | 2  |      | 3  |
| 2022      | Dallara F2 2018 | Фредерик Вести    | 28    |        |       |    |         | 9  |      | 3  |
| 2023      | Dallara F2 2018 | Тео Пуршер        | 26    |        |       |    |         | 1  |      | 1  |
| 2023      | Dallara F2 2018 | Виктор Мартинс    | 26    |        |       |    |         | 5  |      | 1  |
| 2024      | Dallara F2 2018 | Виктор Мартинс    | 28    |        |       |    |         | 7  |      | 7  |
| 2024      | Dallara F2 2018 | Зак О'Салливан    | 22    |        |       |    |         | 16 |      | 7  |
| 2024      | Dallara F2 2018 | Люк Браунинг      | 6     | 0      | 0     | 0  | 0       | 26 |      | 7  |
| 2025      | Dallara F2 2018 | Ритомо Мията      | 0     | 0      | 0     | 0  | 0       |    |      |    |
| 2025      | Dallara F2 2018 |                   |       |        |       |    |         |    |      |    |
| Источник: |                 |                   |       |        |       |    |         |    |      |    |

### Формула-3
| Год       | Болид           | Пилоты              | Гонки | Победы | Поулы | БК | Подиумы | ЛЗ | Очки | КЗ |
| --------- | --------------- | ------------------- | ----- | ------ | ----- | -- | ------- | -- | ---- | -- |
| 2019      | Dallara F3 2019 | Кристиан Лундгор    | 16    | 1      | 2     | 3  | 2       | 6  | 174  | 3  |
| 2019      | Dallara F3 2019 | Макс Фьютрелл       | 16    | 0      | 0     | 0  | 2       | 10 | 174  | 3  |
| 2019      | Dallara F3 2019 | Давид Бекманн       | 14    | 0      | 0     | 0  | 0       | 14 | 174  | 3  |
| 2020      | Dallara F3 2019 | Тео Пуршер          | 18    | 2      | 0     | 0  | 8       | 2  | 251  | 3  |
| 2020      | Dallara F3 2019 | Александр Смоляр    | 18    | 0      | 1     | 0  | 1       | 11 | 251  | 3  |
| 2020      | Dallara F3 2019 | Себастьян Фернандес | 18    | 0      | 1     | 0  | 0       | 14 | 251  | 3  |
| 2021      | Dallara F3 2019 | Фредерик Вести      | 20    | 1      | 1     | 0  | 5       | 4  | 256  | 3  |
| 2021      | Dallara F3 2019 | Александр Смоляр    | 20    | 2      | 0     | 2  | 4       | 6  | 256  | 3  |
| 2021      | Dallara F3 2019 | Хуан-Мануэль Коррея | 20    | 0      | 0     | 0  | 0       | 21 | 256  | 3  |
| 2022      | Dallara F3 2019 | Виктор Мартинс      |       |        |       |    |         |    |      |    |
| 2022      | Dallara F3 2019 | Грегуар Соси        |       |        |       |    |         |    |      |    |
| 2022      | Dallara F3 2019 | Хуан-Мануэль Коррея |       |        |       |    |         |    |      |    |
| 2023      | Dallara F3 2019 | Никола Цолов        |       |        |       |    |         |    |      |    |
| 2023      | Dallara F3 2019 | Грегуар Соси        |       |        |       |    |         |    |      |    |
| 2023      | Dallara F3 2019 | Кайлен Фредерик     |       |        |       |    |         |    |      |    |
| 2024      | Dallara F3 2019 | Кристиан Мэнселл    |       |        |       |    |         |    |      |    |
| 2024      | Dallara F3 2019 | Никола Цолов        |       |        |       |    |         |    |      |    |
| 2024      | Dallara F3 2019 | Лоренс ван Хопен    |       |        |       |    |         |    |      |    |
| 2024      | Dallara F3 2019 | Туукка Тапонен      |       |        |       |    |         |    |      |    |
| 2025      | Dallara F3 2019 | Джеймс Уортон       |       |        |       |    |         |    |      |    |
| 2025      | Dallara F3 2019 | Лоренс ван Хопен    |       |        |       |    |         |    |      |    |
| 2025      | Dallara F3 2019 | Туукка Тапонен      |       |        |       |    |         |    |      |    |
| Источник: |                 |                     |       |        |       |    |         |    |      |    |

### Региональный европейский чемпионат Формулы
| Год       | Болид           | Пилоты            | Гонки | Победы | Поулы | БК | Подиумы | ЛЗ | Очки | КЗ  |
| --------- | --------------- | ----------------- | ----- | ------ | ----- | -- | ------- | -- | ---- | --- |
| 2021      | Tatuus F3-T-318 | Грегуар Соси      | 20    | 8      | 8     | 2  | 10      | 1  | 2    | 422 |
| 2021      | Tatuus F3-T-318 | Габриеле Мини     | 20    | 0      | 0     | 0  | 4       | 7  | 2    | 422 |
| 2021      | Tatuus F3-T-318 | Патрик Пасма      | 10    | 0      | 0     | 0  | 0       | 12 | 2    | 422 |
| 2021      | Tatuus F3-T-318 | Томас тен Бринке  | 8     | 0      | 0     | 0  | 0       | 17 | 2    | 422 |
| 2022      | Tatuus F3-T-318 | Лоренс ван Хопен  |       |        |       |    |         |    |      |     |
| 2022      | Tatuus F3-T-318 | Габриеле Мини     |       |        |       |    |         |    |      |     |
| 2022      | Tatuus F3-T-318 | Эстебан Массон    |       |        |       |    |         |    |      |     |
| 2022      | Tatuus F3-T-318 | Мари Бойя         |       |        |       |    |         |    |      |     |
| 2023      | Tatuus F3-T-318 | Лоренс ван Хопен  |       |        |       |    |         |    |      |     |
| 2023      | Tatuus F3-T-318 | Marcus Amand      |       |        |       |    |         |    |      |     |
| 2023      | Tatuus F3-T-318 | Чарли Вурц        |       |        |       |    |         |    |      |     |
| 2023      | Tatuus F3-T-318 | Эван Гилтэр       |       |        |       |    |         |    |      |     |
| 2023      | Tatuus F3-T-318 | Адриен Давид      |       |        |       |    |         |    |      |     |
| 2024      | Tatuus F3-T-318 | Эван Гилтэр       |       |        |       |    |         |    |      |     |
| 2024      | Tatuus F3-T-318 | Лена Бюлер        |       |        |       |    |         |    |      |     |
| 2024      | Tatuus F3-T-318 | Алессандро Джусти |       |        |       |    |         |    |      |     |
| 2024      | Tatuus F3-T-318 | Yaroslav Veselaho |       |        |       |    |         |    |      |     |
| 2025      | Tatuus F3-T-318 | Тайто Като        |       |        |       |    |         |    |      |     |
| Источник: |                 |                   |       |        |       |    |         |    |      |     |

### F1 Academy
| Год  | Пилоты            | Гонки | Победы | Поулы | Подиумы | БК | ЛЗ | Очки |
| ---- | ----------------- | ----- | ------ | ----- | ------- | -- | -- | ---- |
| 2023 | Лена Бюлер        | 21    | 2      | 2     | 13      | 1  | 2  | 4    |
| 2023 | Кэрри Шрайнер     | 21    | 1      | 0     | 1       | 0  | 11 | 4    |
| 2023 | Хлоя Грант        | 19    | 0      | 0     | 0       | 0  | 12 | 4    |
| 2024 | Бьянка Бустаманте | 14    | 0      | 0     | 1       | 1  | 7  | 5    |
| 2024 | Аурелия Нобельс   | 14    | 0      | 0     | 0       | 0  | 12 | 5    |
| 2024 | Лия Блок          | 14    | 0      | 0     | 0       | 0  | 8  | 5    |
| 2025 | Лия Блок          | 0     | 0      | 0     | 0       | 0  | 0  |      |
| 2025 | Кортни Кроун      | 0     | 0      | 0     | 0       | 0  | 0  |      |

## Результаты выступлений в бывших сериях
| Результаты выступлений в GP2                                                                            | Результаты выступлений в GP2 | Результаты выступлений в GP2 | Результаты выступлений в GP2 | Результаты выступлений в GP2 | Результаты выступлений в GP2 | Результаты выступлений в GP2 | Результаты выступлений в GP2 | Результаты выступлений в GP2 | Результаты выступлений в GP2 |
| Сезон                                                                                                   | Техника                      | Пилоты                       | Гонки                        | Победы                       | ПП                           | БК                           | Очки                         | ЛЗ                           | КЗ                           |
| --- | ---------------------------- | ---------------------------- | ---------------------------- | ---------------------------- | ---------------------------- | ---------------------------- | ---------------------------- | ---------------------------- | ---------------------------- |
| 2005 | Dallara-Mecachrome           | Нико Росберг                 | 23                           | 5                            | 5                            | 4                            | 120                          | 1-й                          | 1-я                          |
| 2005 | Dallara-Mecachrome           | Александр Према              | 23                           | 2                            | 1                            | 2                            | 67                           | 4-й                          | 1-я                          |
| 2006 | Dallara-Mecachrome           | Льюис Хэмилтон               | 21                           | 5                            | 1                            | 7                            | 114                          | 1-й                          | 1-я                          |
| 2006 | Dallara-Mecachrome           | Александр Према              | 21                           | 1                            | 0                            | 1                            | 66                           | 3-й                          | 1-я                          |
| 2007 | Dallara-Mecachrome           | Лукас ди Грасси              | 21                           | 1                            | 0                            | 0                            | 77                           | 2-й                          | 2-я                          |
| 2007 | Dallara-Mecachrome           | Себастьен Буэми              | 11                           | 0                            | 0                            | 2                            | 6                            | 21-й                         | 2-я                          |
| 2007 | Dallara-Mecachrome           | Михаил Алёшин                | 4                            | 0                            | 0                            | 0                            | 3                            | 25-й                         | 2-я                          |
| 2007 | Dallara-Mecachrome           | Михаэль Аммермюллер          | 6                            | 0                            | 0                            | 1                            | 1                            | 26-й                         | 2-я                          |
| 2008 | Dallara-Mecachrome           | Лука Филиппи                 | 10                           | 0                            | 0                            | 0                            | 5                            | 19-й                         | 5-я                          |
| 2008 | Dallara-Mecachrome           | Сакон Ямамото                | 10                           | 0                            | 0                            | 0                            | 3                            | 23-й                         | 5-я                          |
| 2008 | Dallara-Mecachrome           | Ромен Грожан                 | 20                           | 2                            | 1                            | 2                            | 62                           | 4-й                          | 5-я                          |
| 2009 | Dallara-Mecachrome           | Пастор Мальдонадо            | 20                           | 2                            | 0                            | 1                            | 36                           | 6-й                          | 1-я                          |
| 2009 | Dallara-Mecachrome           | Нико Хюлькенберг             | 20                           | 5                            | 3                            | 6                            | 100                          | 1-й                          | 1-я                          |
| 2010 | Dallara-Mecachrome           | Жюль Бьянки                  | 20                           | 0                            | 3                            | 1                            | 52                           | 3-й                          | 3-я                          |
| 2010 | Dallara-Mecachrome           | Сэм Бёрд                     | 20                           | 1                            | 1                            | 4                            | 48                           | 5-й                          | 3-я                          |
| 2011 | Dallara-Mecachrome           | Жюль Бьянки                  | 18                           | 1                            | 1                            | 0                            | 53                           | 3-й                          | 5-я                          |
| 2011 | Dallara-Mecachrome           | Эстебан Гутьеррес            | 17                           | 1                            | 0                            | 1                            | 15                           | 13-й                         | 5-я                          |
| 2012 | Dallara-Mecachrome           | Эстебан Гутьеррес            | 24                           | 3                            | 0                            | 5                            | 176                          | 3-й                          | 2-я                          |
| 2012 | Dallara-Mecachrome           | Джеймс Каладо                | 24                           | 2                            | 2                            | 1                            | 160                          | 5-й                          | 2-я                          |
| 2013 | Dallara-Mecachrome           | Джеймс Каладо                | 22                           | 2                            | 0                            | 2                            | 154                          | 3-й                          | 5-я                          |
| 2013 | Dallara-Mecachrome           | Даниэль Абт                  | 22                           | 0                            | 0                            | 0                            | 11                           | 22-й                         | 5-я                          |
| 2014 | Dallara-Mecachrome           | Стоффель Вандорн             | 22                           | 4                            | 4                            | 4                            | 229                          | 2-й                          | 3-я                          |
| 2014 | Dallara-Mecachrome           | Такуя Идзава                 | 22                           | 0                            | 0                            | 1                            | 26                           | 18-й                         | 3-я                          |
| 2015 | Dallara-Mecachrome           | Стоффель Вандорн             | 21                           | 7                            | 5                            | 7                            | 341,5                        | 1-й                          | 1-я                          |
| 2015 | Dallara-Mecachrome           | Нобухару Мацусита            | 21                           | 1                            | 3                            | 1                            | 68,5                         | 9-й                          | 1-я                          |
| 2016 | Dallara-Mecachrome           | Сергей Сироткин              | 22                           | 2                            | 3                            | 3                            | 159                          | 3-й                          | 4-я                          |
| 2016 | Dallara-Mecachrome           | Нобухару Мацусита            | 20                           | 1                            | 0                            | 3                            | 92                           | 11-й                         | 4-я                          |
| 2016 | Dallara-Mecachrome           | Рене Биндер                  | 2                            | 0                            | 0                            | 0                            | 0                            | 23-й                         | 4-я                          |
| Примечания: - Команда выступала в 2011 году под названием Lotus ART, в 2012 году под названием Lotus GP |                              |                              |                              |                              |                              |                              |                              |                              |                              |
| Источник:                                                                                               |                              |                              |                              |                              |                              |                              |                              |                              |                              |

| Результаты выступлений в GP2 Asia                                   | Результаты выступлений в GP2 Asia | Результаты выступлений в GP2 Asia | Результаты выступлений в GP2 Asia | Результаты выступлений в GP2 Asia | Результаты выступлений в GP2 Asia | Результаты выступлений в GP2 Asia | Результаты выступлений в GP2 Asia | Результаты выступлений в GP2 Asia | Результаты выступлений в GP2 Asia |
| Сезон                                                               | Техника                           | Пилоты                            | Гонки                             | Победы                            | ПП                                | БК                                | Очки                              | ЛЗ                                | КЗ                                |
| ------------------------------------------------------------------- | --------------------------------- | --------------------------------- | --------------------------------- | --------------------------------- | --------------------------------- | --------------------------------- | --------------------------------- | --------------------------------- | --------------------------------- |
| 2008                                                                | Dallara-Mecachrome                | Стивен Джелли                     | 9                                 | 0                                 | 0                                 | 0                                 | 0                                 | 24-й                              | 1-я                               |
| 2008                                                                | Dallara-Mecachrome                | Ромен Грожан                      | 10                                | 4                                 | 4                                 | 4                                 | 61                                | 1-й                               | 1-я                               |
| 2008-09                                                             | Dallara-Mecachrome                | Сакон Ямамото                     | 11                                | 0                                 | 0                                 | 0                                 | 13                                | 9-й                               | 4-я                               |
| 2008-09                                                             | Dallara-Mecachrome                | Нельсон Филипп                    | 10                                | 2                                 | 0                                 | 0                                 | 0                                 | 34-й                              | 4-я                               |
| 2008-09                                                             | Dallara-Mecachrome                | Пастор Мальдонадо                 | 5                                 | 0                                 | 0                                 | 0                                 | 7                                 | 15-й                              | 4-я                               |
| 2008-09                                                             | Dallara-Mecachrome                | Нико Хюлькенберг                  | 4                                 | 1                                 | 2                                 | 1                                 | 27                                | 6-й                               | 4-я                               |
| 2009-10                                                             | Dallara-Mecachrome                | Маркус Эрикссон                   | 2                                 | 0                                 | 0                                 | 0                                 | 0                                 | 24-й                              | 5-я                               |
| 2009-10                                                             | Dallara-Mecachrome                | Жюль Бьянки                       | 6                                 | 0                                 | 1                                 | 0                                 | 8                                 | 12-й                              | 5-я                               |
| 2009-10                                                             | Dallara-Mecachrome                | Сэм Бёрд                          | 8                                 | 0                                 | 0                                 | 0                                 | 12                                | 7-й                               | 5-я                               |
| 2011                                                                | Dallara-Mecachrome                | Жюль Бьянки                       | 4                                 | 1                                 | 0                                 | 2                                 | 18                                | 2-й                               | 2-я                               |
| 2011                                                                | Dallara-Mecachrome                | Эстебан Гутьеррес                 | 4                                 | 0                                 | 0                                 | 0                                 | 3                                 | 11-й                              | 2-я                               |
| Примечания: - Команда выступала в 2011 году под названием Lotus ART |                                   |                                   |                                   |                                   |                                   |                                   |                                   |                                   |                                   |
| Источник:                                                           |                                   |                                   |                                   |                                   |                                   |                                   |                                   |                                   |                                   |

| Результаты выступлений в GP3                                                                            | Результаты выступлений в GP3 | Результаты выступлений в GP3 | Результаты выступлений в GP3 | Результаты выступлений в GP3 | Результаты выступлений в GP3 | Результаты выступлений в GP3 | Результаты выступлений в GP3 | Результаты выступлений в GP3 | Результаты выступлений в GP3 |
| Сезон                                                                                                   | Техника                      | Пилоты                       | Гонки                        | Победы                       | ПП                           | БК                           | Очки                         | ЛЗ                           | КЗ                           |
| --- | ---------------------------- | ---------------------------- | ---------------------------- | ---------------------------- | ---------------------------- | ---------------------------- | ---------------------------- | ---------------------------- | ---------------------------- |
| 2010 | Dallara-Renault              | Эстебан Гутьеррес            | 16                           | 5                            | 3                            | 7                            | 88                           | 1-й                          | 1-я                          |
| 2010 | Dallara-Renault              | Александр Росси              | 16                           | 2                            | 0                            | 1                            | 38                           | 4-й                          | 1-я                          |
| 2010 | Dallara-Renault              | Педро Нуньес                 | 16                           | 0                            | 0                            | 0                            | 4                            | 24-й                         | 1-я                          |
| 2011 | Dallara-Renault              | Валттери Боттас              | 16                           | 4                            | 1                            | 2                            | 62                           | 1-й                          | 1-я                          |
| 2011 | Dallara-Renault              | Джеймс Каладо                | 16                           | 1                            | 1                            | 2                            | 55                           | 2-й                          | 1-я                          |
| 2011 | Dallara-Renault              | Ричи Стэнэвэй                | 4                            | 1                            | 0                            | 0                            | 7                            | 20-й                         | 1-я                          |
| 2011 | Dallara-Renault              | Педро Нуньес                 | 12                           | 0                            | 0                            | 0                            | 0                            | 32-й                         | 1-я                          |
| 2012 | Dallara-Renault              | Дэниел Абт                   | 16                           | 2                            | 0                            | 0                            | 149,5                        | 2-й                          | 1-я                          |
| 2012 | Dallara-Renault              | Ааро Вайнио                  | 16                           | 1                            | 1                            | 0                            | 123                          | 4-й                          | 1-я                          |
| 2012 | Dallara-Renault              | Конор Дейли                  | 16                           | 1                            | 0                            | 0                            | 106                          | 6-й                          | 1-я                          |
| 2013 | Dallara-AER                  | Факу Регалья                 | 16                           | 1                            | 1                            | 2                            | 138                          | 2-й                          | 1-я                          |
| 2013 | Dallara-AER                  | Конор Дейли                  | 16                           | 1                            | 1                            | 1                            | 126                          | 3-й                          | 1-я                          |
| 2013 | Dallara-AER                  | Джек Харви                   | 16                           | 2                            | 0                            | 1                            | 114                          | 5-й                          | 1-я                          |
| 2014 | Dallara-AER                  | Марвин Кирххёфер             | 18                           | 1                            | 2                            | 4                            | 161                          | 3-й                          | 2-я                          |
| 2014 | Dallara-AER                  | Дино Дзампарелли             | 18                           | 0                            | 0                            | 2                            | 126                          | 7-й                          | 2-я                          |
| 2014 | Dallara-AER                  | Алекс Фонтана                | 18                           | 0                            | 0                            | 1                            | 43                           | 11-й                         | 2-я                          |
| 2015 | Dallara-AER                  | Эстебан Окон                 | 18                           | 1                            | 2                            | 4                            | 153                          | 1-й                          | 1-я                          |
| 2015 | Dallara-AER                  | Марвин Кирххёфер             | 18                           | 5                            | 1                            | 1                            | 200                          | 3-й                          | 1-я                          |
| 2015 | Dallara-AER                  | Альфонсо Селис-младший       | 16                           | 0                            | 0                            | 0                            | 24                           | 12-й                         | 1-я                          |
| 2016 | Dallara-Mecachrome           | Шарль Леклер                 | 18                           | 3                            | 4                            | 4                            | 202                          | 1-й                          | 1-я                          |
| 2016 | Dallara-Mecachrome           | Александр Албон              | 18                           | 4                            | 3                            | 3                            | 177                          | 2-й                          | 1-я                          |
| 2016 | Dallara-Mecachrome           | Ник де Врис                  | 18                           | 2                            | 1                            | 1                            | 133                          | 6-й                          | 1-я                          |
| 2016 | Dallara-Mecachrome           | Нирей Фукудзуми              | 18                           | 0                            | 0                            | 0                            | 91                           | 7-й                          | 1-я                          |
| 2017 | Dallara-Mecachrome           | Джордж Расселл               | 15                           | 4                            | 4                            | 5                            | 220                          | 1-й                          | 1-я                          |
| 2017 | Dallara-Mecachrome           | Джек Эйткен                  | 15                           | 1                            | 2                            | 2                            | 141                          | 2-й                          | 1-я                          |
| 2017 | Dallara-Mecachrome           | Нирей Фукудзуми              | 15                           | 2                            | 2                            | 0                            | 134                          | 3-й                          | 1-я                          |
| 2017 | Dallara-Mecachrome           | Антуан Юбер                  | 15                           | 0                            | 0                            | 4                            | 123                          | 4-й                          | 1-я                          |
| 2018 | Dallara-Mecachrome           | Антуан Юбер                  | 18                           | 2                            | 2                            | 4                            | 214                          | 1-й                          | 1-я                          |
| 2018 | Dallara-Mecachrome           | Никита Мазепин               | 18                           | 4                            | 1                            | 5                            | 198                          | 2-й                          | 1-я                          |
| 2018 | Dallara-Mecachrome           | Каллум Айлотт                | 18                           | 2                            | 1                            | 2                            | 167                          | 3-й                          | 1-я                          |
| 2018 | Dallara-Mecachrome           | Джейк Хьюз                   | 18                           | 1                            | 0                            | 0                            | 85                           | 8-й                          | 1-я                          |
| Примечания: - Команда выступала в 2011 году под названием Lotus ART, в 2012 году под названием Lotus GP |                              |                              |                              |                              |                              |                              |                              |                              |                              |
| Источник:                                                                                               |                              |                              |                              |                              |                              |                              |                              |                              |                              |

| Результаты выступлений в Евросерии Формулы-3                             | Результаты выступлений в Евросерии Формулы-3 | Результаты выступлений в Евросерии Формулы-3 | Результаты выступлений в Евросерии Формулы-3 | Результаты выступлений в Евросерии Формулы-3 | Результаты выступлений в Евросерии Формулы-3 | Результаты выступлений в Евросерии Формулы-3 | Результаты выступлений в Евросерии Формулы-3 | Результаты выступлений в Евросерии Формулы-3 | Результаты выступлений в Евросерии Формулы-3 |
| Сезон                                                                    | Техника                                      | Пилоты                                       | Гонки                                        | Победы                                       | ПП                                           | БК                                           | Очки                                         | ЛЗ                                           | КЗ                                           |
| ------------------------------------------------------------------------ | -------------------------------------------- | -------------------------------------------- | -------------------------------------------- | -------------------------------------------- | -------------------------------------------- | -------------------------------------------- | -------------------------------------------- | -------------------------------------------- | -------------------------------------------- |
| 2003                                                                     | Dallara F303-Mercedes HWA                    | Александр Према                              | 20                                           | 1                                            | 2                                            | 2                                            | 50                                           | 7-й                                          | 1-я                                          |
| 2003                                                                     | Dallara F303-Mercedes HWA                    | Оливье Пла                                   | 20                                           | 0                                            | 3                                            | 0                                            | 74                                           | 3-й                                          | 1-я                                          |
| 2003                                                                     | Dallara F303-Mercedes HWA                    | Бруно Спенглер                               | 14                                           | 0                                            | 0                                            | 0                                            | 34                                           | 10-й                                         | 1-я                                          |
| 2003                                                                     | Dallara F303-Mercedes HWA                    | Джейми Грин                                  | 8                                            | 0                                            | 0                                            | 0                                            | 6                                            | 20-й                                         | 1-я                                          |
| 2004                                                                     | Dallara F303-Mercedes HWA                    | Александр Према                              | 20                                           | 3                                            | 4                                            | 3                                            | 88                                           | 2-й                                          | 1-я                                          |
| 2004                                                                     | Dallara F303-Mercedes HWA                    | Джейми Грин                                  | 20                                           | 7                                            | 6                                            | 8                                            | 139                                          | 1-й                                          | 1-я                                          |
| 2004                                                                     | Dallara F303-Mercedes HWA                    | Эрик Салиньон                                | 16                                           | 3                                            | 2                                            | 3                                            | 64                                           | 6-й                                          | 1-я                                          |
| 2005                                                                     | Dallara F305-Mercedes HWA                    | Льюис Хэмилтон                               | 20                                           | 15                                           | 8                                            | 10                                           | 172                                          | 1-й                                          | 1-я                                          |
| 2005                                                                     | Dallara F305-Mercedes HWA                    | Адриан Сутиль                                | 18                                           | 2                                            | 1                                            | 3                                            | 94                                           | 2-й                                          | 1-я                                          |
| 2006                                                                     | Dallara F305-Mercedes HWA                    | Себастьян Феттель                            | 20                                           | 4                                            | 1                                            | 1                                            | 75                                           | 2-й                                          | 1-я                                          |
| 2006                                                                     | Dallara F305-Mercedes HWA                    | Пол ди Реста                                 | 20                                           | 5                                            | 3                                            | 1                                            | 86                                           | 1-й                                          | 1-я                                          |
| 2006                                                                     | Dallara F305-Mercedes HWA                    | Гидо ван дер Гарде                           | 19                                           | 1                                            | 1                                            | 0                                            | 37                                           | 6-й                                          | 1-я                                          |
| 2006                                                                     | Dallara F305-Mercedes HWA                    | Камуи Кобаяси                                | 19                                           | 0                                            | 1                                            | 1                                            | 34                                           | 8-й                                          | 1-я                                          |
| 2007                                                                     | Dallara F305-Mercedes HWA                    | Камуи Кобаяси                                | 20                                           | 1                                            | 1                                            | 0                                            | 59                                           | 4-й                                          | 1-й                                          |
| 2007                                                                     | Dallara F305-Mercedes HWA                    | Ромен Грожан                                 | 20                                           | 6                                            | 4                                            | 7                                            | 106                                          | 1-й                                          | 1-й                                          |
| 2007                                                                     | Dallara F305-Mercedes HWA                    | Нико Хюлькенберг                             | 20                                           | 4                                            | 2                                            | 2                                            | 72                                           | 3-й                                          | 1-й                                          |
| 2007                                                                     | Dallara F305-Mercedes HWA                    | Том Диллманн                                 | 18                                           | 0                                            | 0                                            | 0                                            | 23                                           | 9-й                                          | 1-й                                          |
| 2008                                                                     | Dallara F308-Mercedes HWA                    | Нико Хюлькенберг                             | 20                                           | 7                                            | 6                                            | 7                                            | 85                                           | 1-й                                          | 1-я                                          |
| 2008                                                                     | Dallara F308-Mercedes HWA                    | Джеймс Джейкс                                | 20                                           | 1                                            | 1                                            | 2                                            | 19                                           | 13-й                                         | 1-я                                          |
| 2008                                                                     | Dallara F308-Mercedes HWA                    | Жюль Бьянки                                  | 20                                           | 2                                            | 2                                            | 1                                            | 47                                           | 3-й                                          | 1-я                                          |
| 2008                                                                     | Dallara F308-Mercedes HWA                    | Джон Ланкастер                               | 19                                           | 1                                            | 0                                            | 2                                            | 19                                           | 12-й                                         | 1-я                                          |
| 2009                                                                     | Dallara F308-Mercedes HWA                    | Жюль Бьянки                                  | 20                                           | 9                                            | 6                                            | 7                                            | 114                                          | 1-й                                          | 1-я                                          |
| 2009                                                                     | Dallara F308-Mercedes HWA                    | Валттери Боттас                              | 20                                           | 2                                            | 0                                            | 1                                            | 62                                           | 3-й                                          | 1-я                                          |
| 2009                                                                     | Dallara F308-Mercedes HWA                    | Эстебан Гутьеррес                            | 20                                           | 0                                            | 0                                            | 0                                            | 26                                           | 9-й                                          | 1-я                                          |
| 2009                                                                     | Dallara F308-Mercedes HWA                    | Адриен Тамбе                                 | 16                                           | 0                                            | 0                                            | 0                                            | 0                                            | 23-й                                         | 1-я                                          |
| 2010                                                                     | Dallara F308-Mercedes HWA                    | Валттери Боттас                              | 18                                           | 2                                            | 1                                            | 4                                            | 74                                           | 3-й                                          | 2-я                                          |
| 2010                                                                     | Dallara F308-Mercedes HWA                    | Александр Симс                               | 18                                           | 1                                            | 0                                            | 0                                            | 63                                           | 4-й                                          | 2-я                                          |
| 2010                                                                     | Dallara F308-Mercedes HWA                    | Джим Пла                                     | 17                                           | 1                                            | 0                                            | 0                                            | 13                                           | 10-й                                         | 2-я                                          |
| Примечания: - Команда выступала по 2007 году под названием ASM Formule 3 |                                              |                                              |                                              |                                              |                                              |                                              |                                              |                                              |                                              |
| Источник:                                                                |                                              |                                              |                                              |                                              |                                              |                                              |                                              |                                              |                                              |

| Результаты выступлений в Еврокубоке Формулы-Рено                        | Результаты выступлений в Еврокубоке Формулы-Рено | Результаты выступлений в Еврокубоке Формулы-Рено | Результаты выступлений в Еврокубоке Формулы-Рено | Результаты выступлений в Еврокубоке Формулы-Рено | Результаты выступлений в Еврокубоке Формулы-Рено | Результаты выступлений в Еврокубоке Формулы-Рено | Результаты выступлений в Еврокубоке Формулы-Рено | Результаты выступлений в Еврокубоке Формулы-Рено | Результаты выступлений в Еврокубоке Формулы-Рено |
| Сезон                                                                   | Болид                                            | Пилоты                                           | Гонки                                            | Победы                                           | Поулы                                            | БК                                               | ЛЗ                                               | Очки                                             | КЗ                                               |
| ----------------------------------------------------------------------- | ------------------------------------------------ | ------------------------------------------------ | ------------------------------------------------ | ------------------------------------------------ | ------------------------------------------------ | ------------------------------------------------ | ------------------------------------------------ | ------------------------------------------------ | ------------------------------------------------ |
| 2002                                                                    | Tatuus-Renault                                   | Александр Према                                  | 4                                                | 0                                                | 0                                                | 0                                                | 10                                               | 80                                               | 7                                                |
| 2002                                                                    | Tatuus-Renault                                   | Майк ден Тандт                                   | 6                                                | 0                                                | 0                                                | 0                                                | 11                                               | 80                                               | 7                                                |
| 2002                                                                    | Tatuus-Renault                                   | Николас Арминдо                                  | 4                                                | 0                                                | 0                                                | 0                                                | 21                                               | 80                                               | 7                                                |
| 2002                                                                    | Tatuus-Renault                                   | Симон Пажено                                     | 1                                                | 0                                                | 0                                                | 0                                                | 25                                               | 80                                               | 7                                                |
| 2003                                                                    | Tatuus-Renault                                   | Симон Пажено                                     | 8                                                | 1                                                | 0                                                | 1                                                | 3                                                | 118                                              | 3                                                |
| 2003                                                                    | Tatuus-Renault                                   | Николас Арминдо                                  | 4                                                | 0                                                | 0                                                | 0                                                | 15                                               | 118                                              | 3                                                |
| 2003                                                                    | Tatuus-Renault                                   | Йохан-Борис Шайер                                | 8                                                | 0                                                | 0                                                | 0                                                | 18                                               | 118                                              | 3                                                |
| 2003                                                                    | Tatuus-Renault                                   | Дэвид Мартинес Леон                              | 2                                                | 0                                                | 0                                                | 0                                                | -                                                | 118                                              | 3                                                |
| C 2004—2019 команда не участвовала                                      |                                                  |                                                  |                                                  |                                                  |                                                  |                                                  |                                                  |                                                  |                                                  |
| 2020                                                                    | Tatuus-Renault                                   | Виктор Мартенс                                   | 20                                               | 7                                                | 10                                               | 8                                                | 1                                                | 471,5                                            | 1                                                |
| 2020                                                                    | Tatuus-Renault                                   | Грегуар Соси                                     | 20                                               | 0                                                | 0                                                | 0                                                | 7                                                | 471,5                                            | 1                                                |
| 2020                                                                    | Tatuus-Renault                                   | Пол Арон                                         | 19                                               | 0                                                | 0                                                | 0                                                | 11                                               | 471,5                                            | 1                                                |
| Примечания: - Команда выступала в 2002 и в 2003 годах под названием ASM |                                                  |                                                  |                                                  |                                                  |                                                  |                                                  |                                                  |                                                  |                                                  |
| Источник:                                                               |                                                  |                                                  |                                                  |                                                  |                                                  |                                                  |                                                  |                                                  |                                                  |